# Puente de las Cabañas
El Puente de las Cabañas es un puente situado en Adjuntas, Puerto Rico, que lleva a la autopista 135 de Puerto Rico a través del río Vacas (o Río de las Vacas). El puente fue construido en 1919. Fue diseñado por Rafael Nones y construido por Félix Benítez Rexach. Fue incluido en el Registro Nacional de Lugares Históricos como "Puente de Las Cabañas" por los EE. UU. en 1995.